# Воробьёвская набережная
Воробьёвская на́бережная — пешеходная набережная на правом берегу Москвы-реки в районе Раменки Западного административного округа города Москвы. Проходит от Лужнецкого моста до Воробьёвского шоссе. На набережную спускается 4-й Воробьёвский проезд. Зданий по Воробьёвской набережной не числится.

## Название
Набережная получила название в начале XX века в связи с расположением у подножия Воробьёвых гор.

## История
Воробьёвская набережная возникла в 1911 году, когда начались работы по устройству парка на склоне Воробьёвых гор и берегу Москвы-реки. В 1953 году вступила в действие канатная дорога с набережной до смотровой площадки, построенная вместе с Большим трамплином. В августе 1958 года вдоль набережной перевезли на понтонах две арки строящегося Лужнецкого метромоста. В 1959 году открыт выход со станции метро «Ленинские горы» (ныне «Воробьёвы горы»). В 1960—1961 годах сооружена современная набережная с дорожками, цветниками и пристанью для речных судов. На 2017 год канатная дорога находится на реконструкции, которую планируется закончить в 2018 году.

## Транспорт
На набережную спускается лестница со станции метро «Воробьёвы горы». К северному концу набережной можно добраться от станции метро «Спортивная» и станции МЦК «Лужники». Городской транспорт по набережной не ходит. Въезды на набережную перекрыты и охраняются.

## Спорт и активный отдых
По Воробьёвской набережной можно совершать пешие и велосипедные прогулки, кататься на роликовых коньках и скейтборде, заниматься бегом на большие расстояния вдоль Москвы-реки от Третьего транспортного кольца до ЦПКиО им. М. Горького через Андреевскую набережную по специально выделенным дорожкам. На Воробьёвской набережной у Западного входа и речного причала имеются пункты проката соответствующего спортивного инвентаря, а также небольшие закусочные.
По Москве-реке от причала Воробьёвых гор можно прокатиться на речном трамвайчике.

## Фотографии

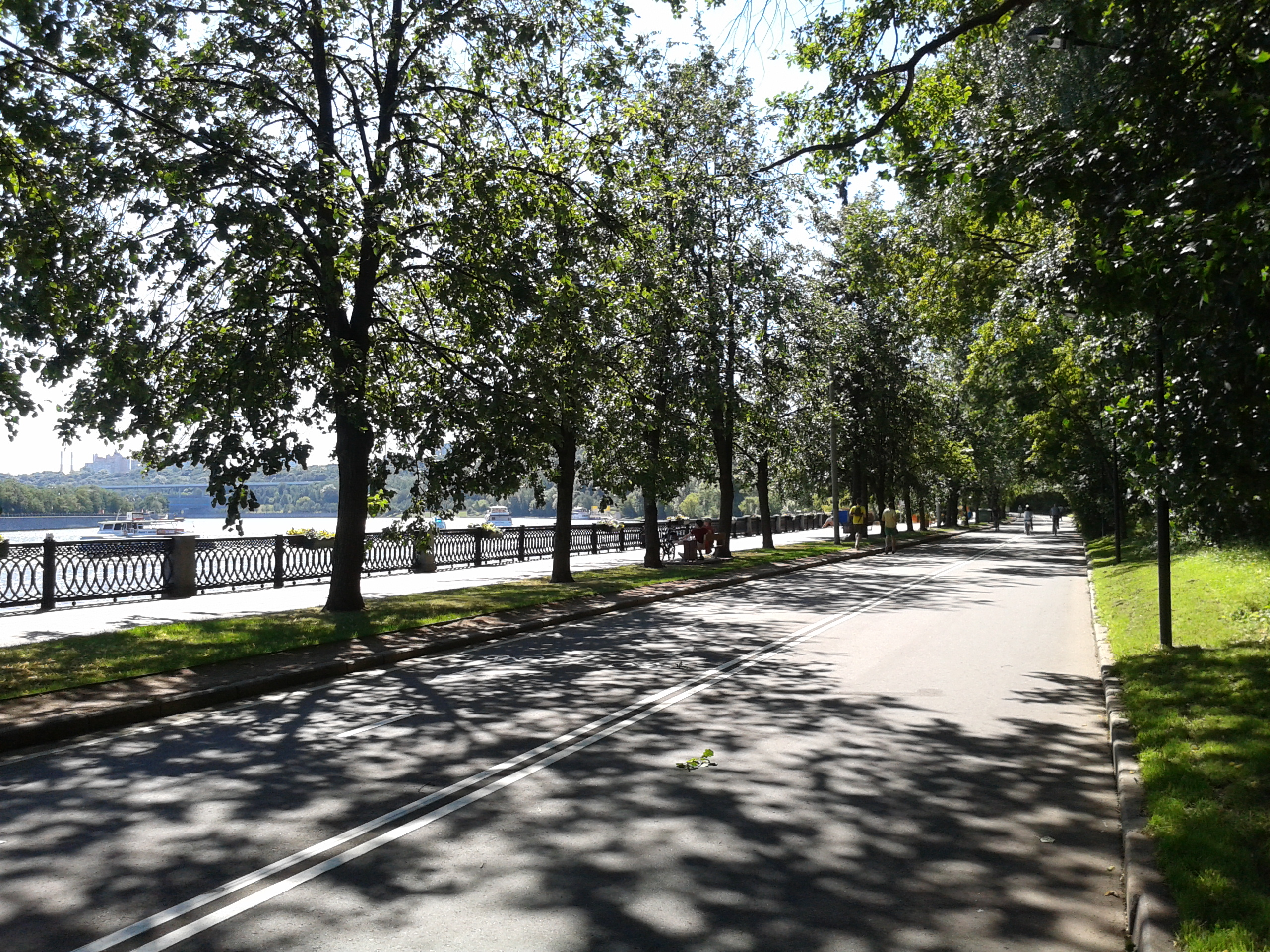
Воробьёвская набережная
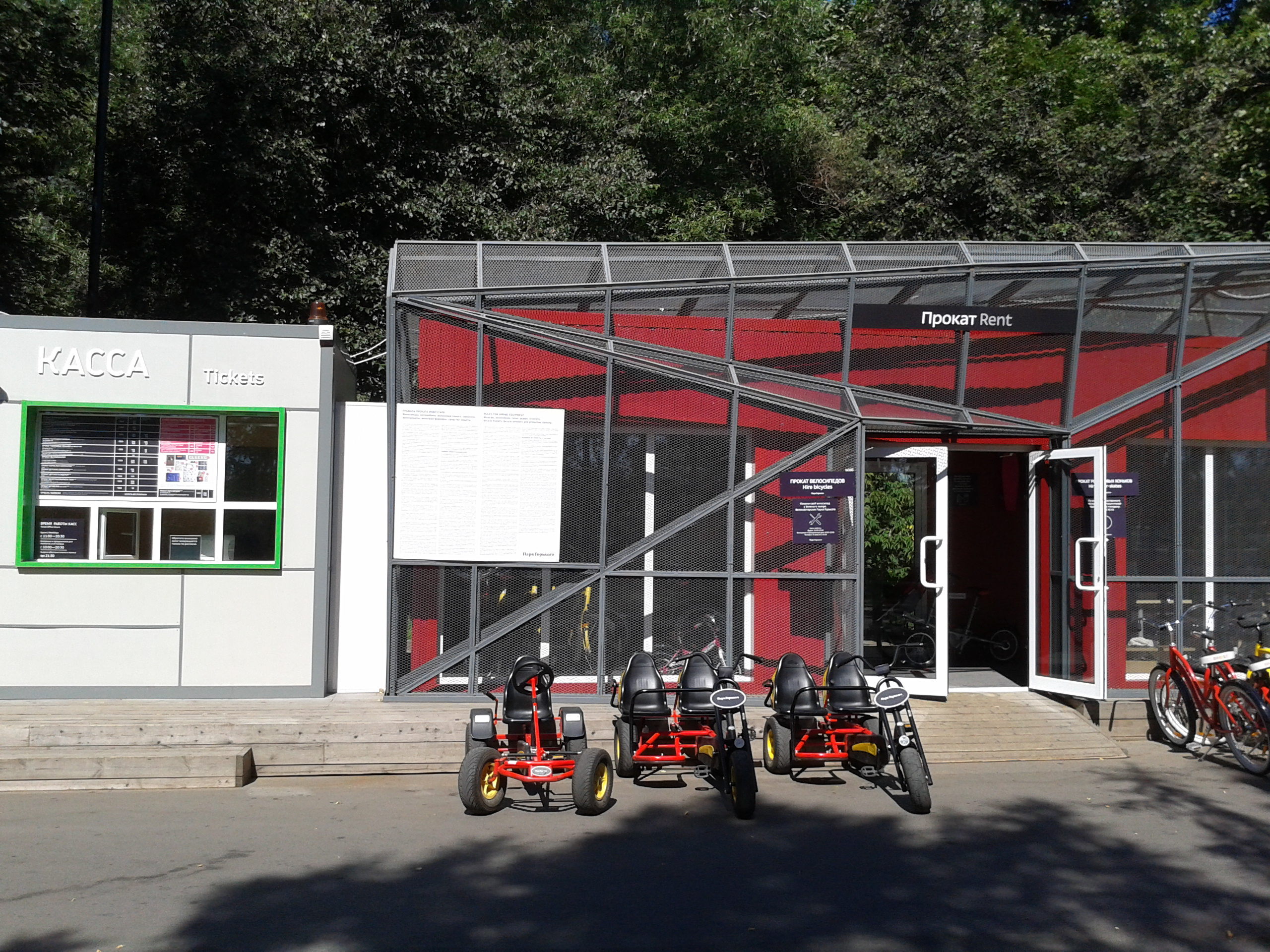
Пункт проката велосипедов
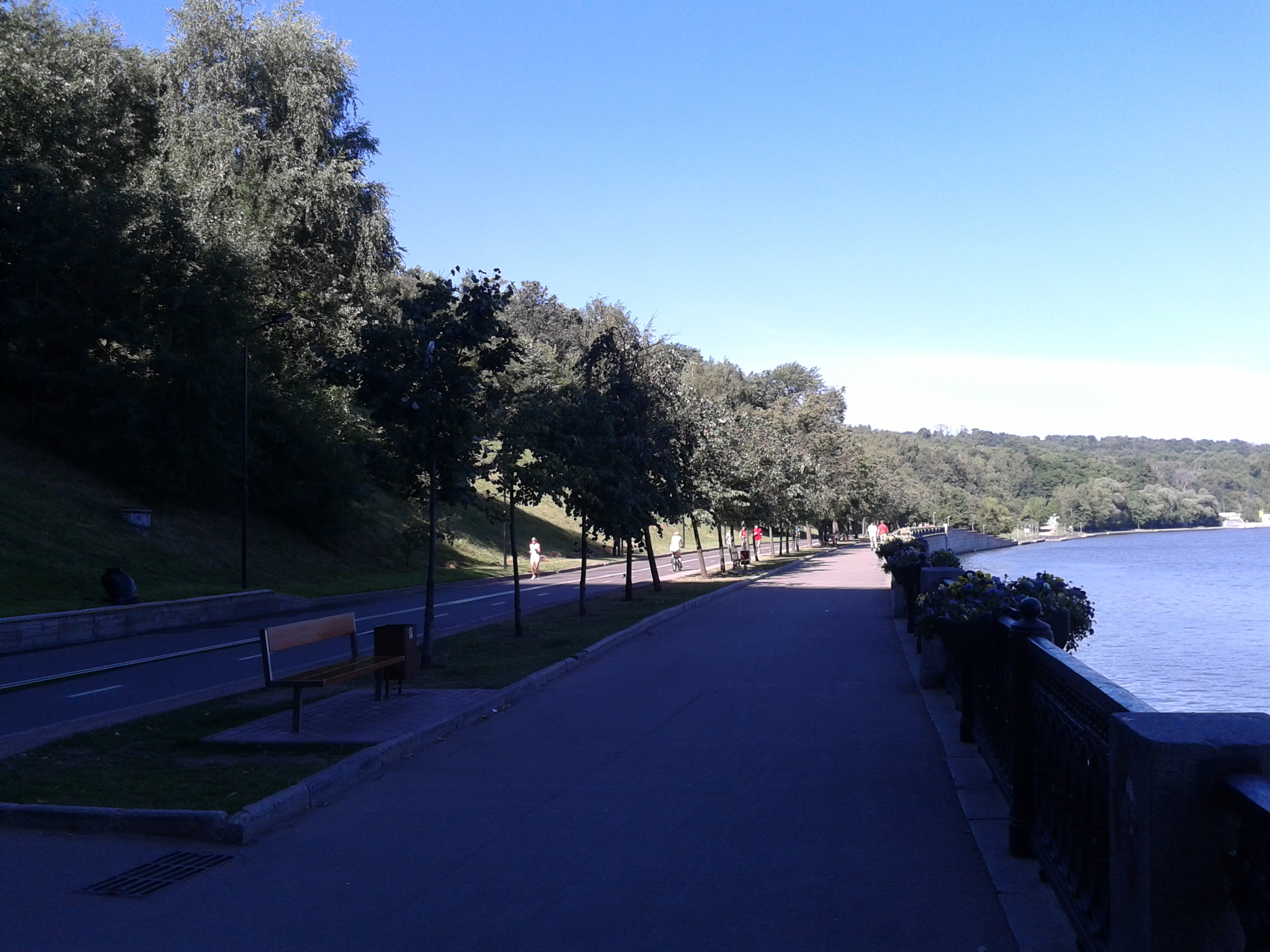
Воробьёвская набережная
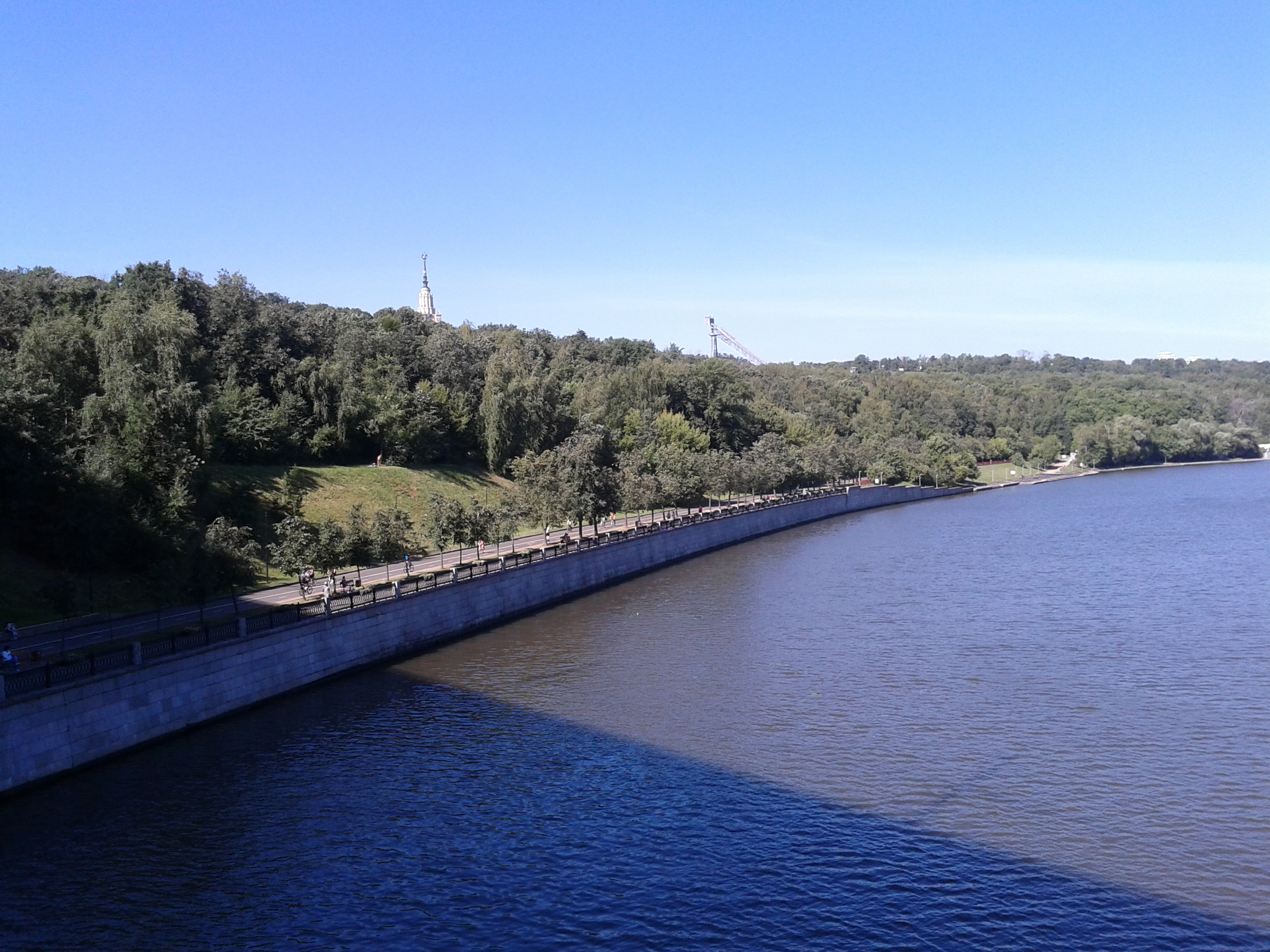
Воробьёвская набережная с Лужнецкого моста